# Секретомика
Секрето́мика — раздел протеомики, изучающий все секретируемые белки клетки, ткани или организма. Секретируемые белки не только вовлечены во множество различных физиологических процессов, включая передачу клеточного сигнала и ремоделирование внеклеточного матрикса, но и являются неотъемлемой частью инвазии и метастазирования злокачественных клеток. Секретомика, таким образом, важна в выявлении биомаркеров рака.

## История
В 2000 Tjalsma и коллеги предложили термин секрето́м в своей работе о бактерии Bacillus subtilis. Секрето́м был определен как совокупность всех секретируемых белков и секреторного аппарата бактерии. Используя базу данных белковых последовательностей из B. subtilis и алгоритм, проверяющий характерные для секретируемых белков сайты гидролиза и N-концевые сигнальные пептиды, они смогли предсказать, какая часть протеома секретируется клеткой. В 2001 эта же лаборатория установила стандарт секретомики: предсказания, базирующиеся только на одной аминокислотной последовательности, являются недостаточным условием для определения секретома. Они использовали двумерный электрофорез и масс-спектрометрию для идентифицикации 82 секретируемых B. subtilis белков,  из которых только 48 было предсказано на основе аминокислотной последовательности методом, описанным в их предыдущей работе.
Понимание того, что существует много нетрадиционных путей секреции и что многие несекретируемые белки являются частью традиционного секреторного пути, создало потребность в более глубоком определении секретома. В 2010 году Агравал (Agrawal) с коллегами предложил определять секретом как «глобальную группу белков, секретируемых в экстрацеллюлярное пространство клеткой, тканью, органом или организмом в произвольный момент времени и в произвольных условиях через известные и неизвестные секреторные механизмы, включающие нерегулируемые и регулируемые секреторные органеллы».

## Проблемы секретомного анализа

### Примеси
В культуре клеток всегда присутствуют примеси. Бычья сыворотка из культуральной среды и клеточные остатки загрязняют набор секретируемых белков, которые используются для анализа. Загрязняющие компоненты бычьей сыворотки являются особой проблемой, так как многие из них имеют схожие с человеческими белковые последовательности (например, фибронектин и фибулин-1). Чтобы удалить загрязняющие вещества, следует промыть клетки раствором натрий-фосфатного буфера (PBS) или средой без сыворотки (SFM) перед инкубацией в SFM и сбором секретируемых белков. Все манипуляции по высвобождению внутриклеточных белков необходимо проводить осторожно, чтобы избежать повреждения клеток. Кроме того, время и условия инкубации могут быть оптимизированы так, что метаболический стресс, вызванный отсутствием питательных веществ в культуральной среде, не будет влиять на секретомный анализ.

### Низкие концентрации
Некоторые белки вырабатываются в низких концентрациях, а затем разбавляются в культуральной среде или биологических жидкостях организма. Такие белки трудно обнаружить. Методы для определения малых количеств, например, осаждение белков трихлоруксусной кислотой, могут быть использованы наряду с высокочувствительными методами такими, как применение антительных микрочипов, которые позволяют обнаружить даже единичные молекулы белков.

### Соответствие исследованийin vitro
Многие секретомные исследования проводятся In vitro с применением методов культивирования клеток. Но остается неясным, секретируются ли те же самые белки в условиях In vivo. Все больше исследований, особенно тех, кто анализирует опухолевые секретомы, применяют методы in vivo для подтверждения соответствия результатов, полученных в лабораторных условиях. Например, для проведения секретомного анализа собирают проксимальные биологические жидкости вблизи опухоли.

## Методы секретомики

### Полногеномные предсказания
Многие секретируемые белки имеют N-концевую пептидную последовательность, которая отвечает за перемещение в эндоплазматический ретикулум (ЭПР) транслируемого белка. В ЭПР происходит процессинг белка, что в конечном счете приведет к секреции. Наличие этих сигнальных пептидов может быть использовано для предсказания секретома клетки. Программы вроде SignalP могут идентифицировать сигнальные последовательности (и их сайты гидролиза) для предсказания белков, предназначенных для секреции. Так как трансмембранные белки тоже процессируются в ЭПР, но не секретируются, программы вроде TMHMM server используются для предсказания трансмембранных доменов, и, таким образом, устраняются ложноположительные результаты. Некоторые секретируемые белки не имеют классических сигнальных пептидных последовательностей. Эти лишённые N-концевого секреторного лидера белки будут упущены SignalP. SecretomeP — программа, которая была специально разработана для того, чтобы попробовать предсказать неклассические секреторные белки по их последовательностям. Полногеномные секретомы были предсказаны для широкого круга организмов, включая человека, мышь, данио-рерио и сотни бактерий.
Полногеномные методы предсказания имеют множество проблем. Существует большая вероятность появления ложноположительных и ложноотрицательных результатов. К тому же экспрессия генов сильно зависит от условий внешней среды, что означает, что секрето́м, предсказанный по геномным или библиотекам кДНК, маловероятно полностью совпадет с истинным секретомом. Для подтверждения полученных таким образом данных необходимы протеомные подходы.
Несколько полногеномных секретомных баз данных и баз знаний доступны на основе курирования и компьютерных предсказаний. Эти базы данных включают: база данных грибного секретома (FSD), база знаний грибного секретома (FunSecKB), база знаний грибного секретома и внутриклеточного протеома (FunSecKB2), база знаний секретома и внутриклеточного протеома растений (PlantSecKB) и база данных секретома молочнокислых бактерий. Недавно были выпущены база данных секретома и внутриклеточного протеома Metazoa (MetazSecKB) и база данных секретома и внутриклеточного протеома протистов (ProtSecKB). Хотя существуют некоторые неточности в компьютерном предсказании, эти базы данных предоставляют полезные ресурсы для дальнейшей характеристики расположения белков внутри клетки.

### Протеомные подходы
Масс-спектрометрический анализ является неотъемлемой частью секретомики. Сыворотка или супернатант, содержащие секретируемые белки, расщепляется протеазой, и белки разделяются методами двумерного гель-электрофореза или хроматографии. Каждый индивидуальный белок затем анализируется масс-спектрометрически, и полученный спектр масс пептидов может быть просмотрен в базе данных для идентификации белка.
Использование метода маркирования нерадиоактивных изотопов на основе аминокислот (SILAC) в клеточной культуре может помочь различить секретированный белок и примеси из бычьей сыворотки в клеточной культуре. Супернатант из клеток, выросших в нормальной среде, и клеток из среды с маркированными аминокислотам смешивается в соотношении один к одному, а затем анализируется с помощью масс-спектрометрии. Белковые примеси в сыворотке покажут только один пик, так как не имеют помеченного эквивалента. В качестве примера можно привести успешное использование SILAC для нахождения различий между белками, секретированными человеческими хондроцитами, и примесями из сыворотки.
Недавно частью секретомного анализа стало использование антительных микрочипов — крайне чувствительного и высокопроизводительного метода детекции белка. Антитела, или другие молекулы связующего вещества, фиксируются на твердой подложке. После этого добавляется смесь флуоресцентно меченого белка. Интенсивность сигнала используется для идентификации белков. Антительные микрочипы крайне разносторонни: они могут быть использованы для анализа количества белка в смеси, для анализа других белковых изоформ, посттрансляционных модификаций и анализа биохимической активности белков. В дополнение, эти микрочипы очень чувствительны: они могут детектировать единичные молекулы белка. Антительные микрочипы в настоящее время используются больше для анализа человеческих образцов плазмы, но при этом могут быть использованы и для культивированных клеток, а также секретомного анализа биологических жидкостей, предоставляя простой способ одновременного обнаружения множества белков.

## Применение и значение

### Поиск биомаркеров рака
Помимо важной роли в нормальных физиологических процессах, секретируемые белки также занимают важное место в канцерогенезе, участвуя в росте, миграции и инвазии клеток, а также в ангиогенезе. Эти аспекты позволяют секретомике стать отличным методом для обнаружения биомаркеров рака. Использование протеомного метода для выявления биомаркеров рака в биологических жидкостях или сыворотке могут сильно осложняться тем, что биологические жидкости организма являются весьма сложными и неоднородными. Секретомный анализ линий раковых клеток пораженных тканей представляет собой более простую и более точную альтернативу для обнаружения биомаркеров.
Для секретомного анализа рака используют два основных вида материалов: супернатанты клеток раковых линий и биологические жидкости (проксимальные и жидкости, контактирующие с опухолью). Супернатант клеток раковых линий является более предпочтительным источником секретируемых белков. Существует много доступных культивируемых линий, и анализировать супернатант проще, чем проксимальную жидкость организма. Но остается неясным, является ли секретом клеточной линии хорошим отображением настоящей опухоли в ее специфическом микроокружении. Кроме того, культивируемые линии клеток не показывают гетерогенность реальной опухоли. Анализ проксимальных жидкости может дать лучшее представление о секретоме опухоли человека, но этот метод также имеет свои недостатки. Процедуры сбора проксимальных жидкости должны быть стандартизированы и необходимы доброкачественных контроли. Кроме того, приобретенные и генетические различия между пациентами могут усложнить анализ.
Секретомный анализ позволил обнаружить новые потенциальные биомаркеры многих типов рака, включая рак лёгких, рак печени, рак поджелудочной железы, колоректальный рак, рак простаты и рак молочной железы. Простатический специфический антиген (ПСА), стандартный биомаркер рака простаты в настоящее время, имеет низкую диагностическую специфичность: уровень ПСА не всегда различим при злокачественной и доброкачественной формах рака, поэтому необходим более специфичный биомаркер. Использование секретомного анализа линий клеток простаты в одном исследовании позволило обнаружить несколько белков, присутствующих в больших количествах в сыворотке крови у больных раком людей, чем у здоровых.
Существует также большая потребность в биомаркерах для выявления рака молочной железы: в настоящее время существуют биомаркеры только для мониторинга поздних стадий этого типа рака. Секретомный анализ линий клеток рака молочной железы привел к обнаружению активирующего лейкоцитарную клеточную адгезию белка (ALCAM) — нового биомаркера с многообещающим диагностическим потенциалом.

### Вспомогательные репродуктивные технологии
Анализ эмбриональных секретомов человека может быть полезным в поиске неинвазивных методов определения жизнеспособности эмбрионов. При ЭКО происходит оценка по морфологическим критериям для поиска эмбрионов с высоким потенциалом имплантации. Поиск с использованием количественного метода оценки может помочь уменьшить количество эмбрионов, используемых в ЭКО, уменьшая тем самым вероятность Многоплодной беременности. Например, в одном исследовании получить секретом отпечатков пальцев для многих бластоцист и найти 9 белков, которые могут различаться у бластоцист с нормальным и аномальным числом хромосом. Этот метод позволит заменить преимплантационную генетическую диагностику (ПГД), который включает в себя биопсию эмбриональных клеток и может быть вредным для развития зародыша.